# 1984-es Giro d’Italia
Az 1984-es Giro d’Italia volt a 67. olasz kerékpáros körverseny. Május 17-én kezdődött és június 10-én ért véget. Végső győztes az olasz Francesco Moser lett.

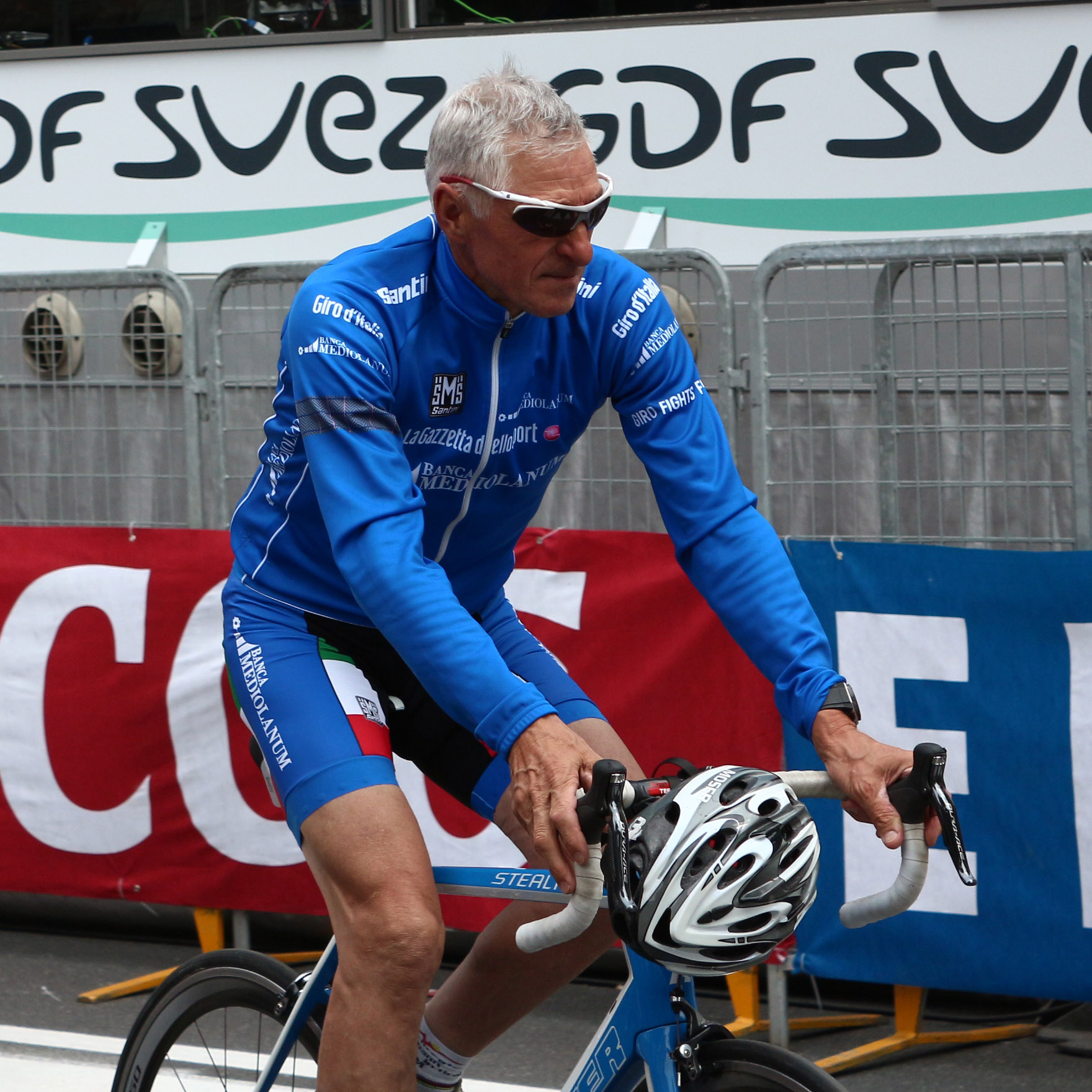
Francesco Moser a 2014-es Giro-n

## Végeredmény
|    | Versenyző                     | Idő           |
| -- | ----------------------------- | ------------- |
| 1  | Francesco Moser               | 98 óra 32' 20 |
| 2  | Laurent Fignon                | + 1' 03       |
| 3  | Moreno Argentin               | + 4' 26       |
| 4  | Marino Lejarreta Arrizabalaga | + 4' 33       |
| 5  | Johan van der Velde           | + 6' 56       |
| 6  | Gianbattista Baronchelli      | + 7' 48       |
| 7  | Lucien van Impe               | + 10' 19      |
| 8  | Beat Breu                     | + 11' 39      |
| 9  | Mario Beccia                  | + 11' 41      |
| 10 | Dag Erik Pedersen             | + 13' 35      |